# Atlantosuchus
Atlantosuchus es un género extinto de crocodiliano dirosáurido encontrado en Marruecos. Una de sus características distintivas respecto de otros dirosáuridos de hocico largo es que éste es proporcionalmente más alargado, de hecho es el más elongado en comparación a su cueropo en la familia de los dirosáuridos. Rhabdognathus, un dirosáurido hiposaurino, es considerado como el más cercano pariente de Atlantosuchus.